# بییسک
شهر بییسک (به روسی: Бийск) در کشور روسیه و در کرای آلتایی واقع شده‌است. بییسک پس از بارنائول بزرگترین شهر کرای آلتایی می‌باشد.